# Long Boiler

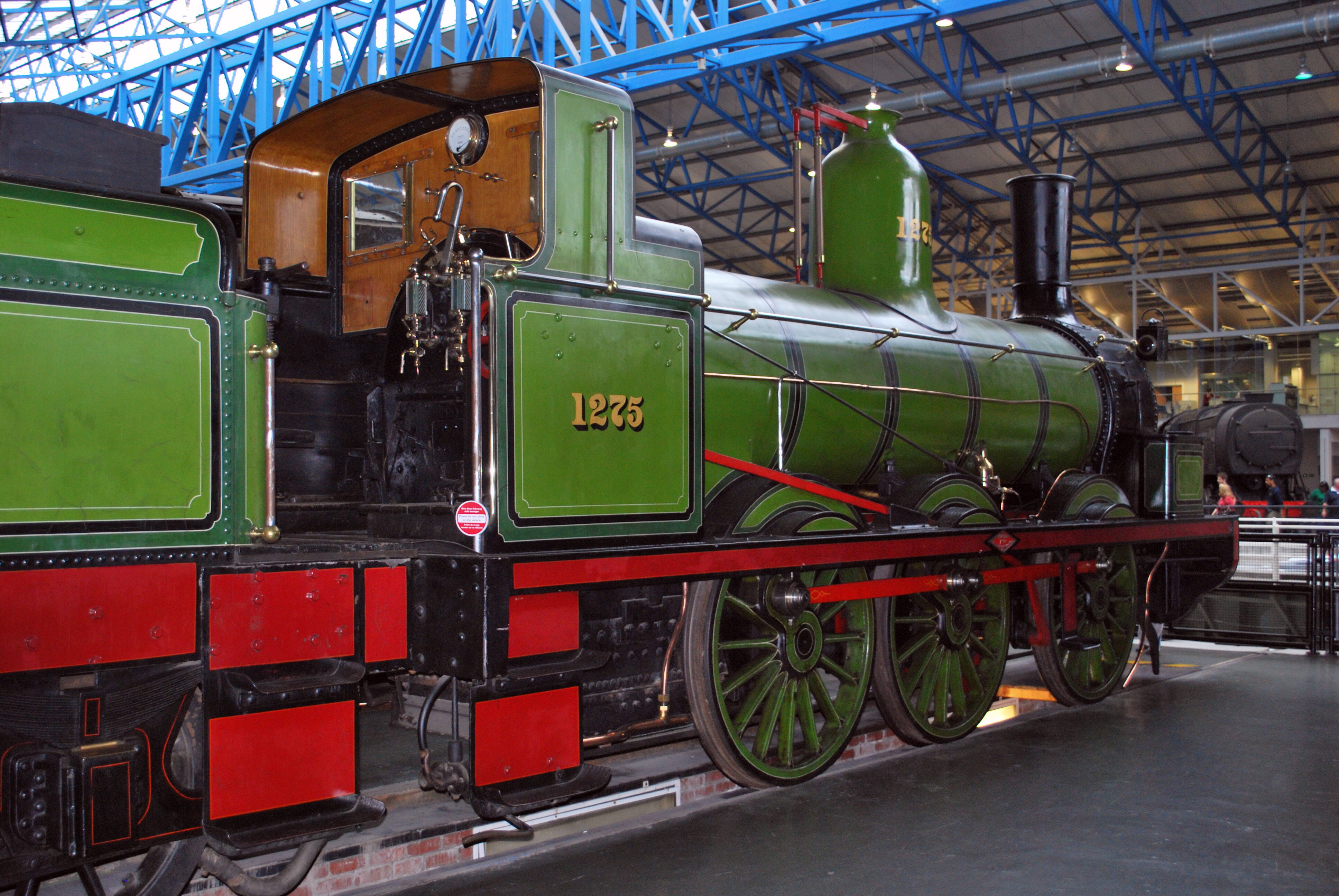
NER 1001 Class № 1275

Long Boiler locomotive — запатентованная Робертом Стефенсоном конструкция паровоза с «длинным котлом». Основной характеристикой изобретения было расположение топки позади задней движущей оси. В результате этого получается котёл с длинным барабаном и длинными дымогарными трубами, обладающий большой кипятильной поверхностью, производительный и экономичный.

## Предпосылки
Считается, что этот тип котла был изобретён в попытках создать в габаритных ограничениях стефенсоновской (стандартной) колеи паровозы, по мощности сопоставимые с ширококолейными (брюнелевской колеи). Патент, тем не менее, появился из другой технической проблемы: в долгих поездках по железной дороге северного Мидлендса в 1841 году выяснилось, что дымогарные трубы и дымовые коробки разрушаются от перегрева.
Произведённые на заводе North Midland в Дерби эксперименты продемонстрировали, что в дымовой коробке достигаются температуры не менее 773 °F (412 °C), что доказывалось расплавлением цинка, помещённого под дымовой трубой в небольшом тигле. Удлинив барабан котла и, соответственно, дымогарные трубы, с обычных тогда 9 футов (2,7 м) до 14 футов (4,3 м), Стефенсон добился снижения температуры в дымовой коробке до температуры плавления олова (442 °F (228 °C)), которое расплавлялось даже не полностью.

## Патент
Опробовав конструкцию на линии North Midland между Дерби и Лидсом, в 1842 году Стефенсон запатентовал «локомотив с длинным котлом». Чтобы не сделать свой патент легко уязвимым, он не определил в нём конкретную длину барабана. В то время считалось, что центр тяжести паровоза должен быть как можно ниже, что ограничивало размеры движущих колёс и заранее исключало возможность расположения цилиндров внутри рамы.

## Развитие

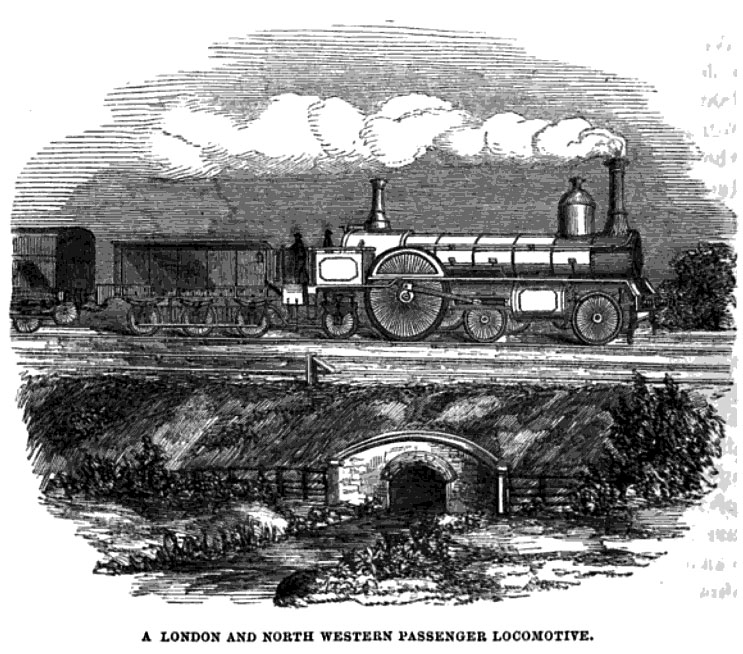
Ок. 1852. Пассажирский паровоз LNWR с «длинным котлом»

Первые локомотивы по этому патенту были с осевой формулой 1-1-1 из-за большей длины. Внешнее расположение цилиндров приводило к тому, что эти паровозы сильно раскачивалась из стороны в сторону. Стефенсон для борьбы с этим пришёл к осевой формуле 2-1-0, расположив цилиндры между бегунковыми осями. Паровоз с такой компоновкой (Great A) принял участие в «колейной битве» на стороне стефенсоновской колеи. С такой компоновкой топка оказывалась позади всех осей, что лимитировало её размеры и вес, а длинная жёсткая рама паровоза затрудняла прохождение кривых и портила железнодорожный путь.
Таким образом, классический «длинный котёл» был паровозом мощным, но тихоходным, как правило, товарным 0-3-0. Сохранился один паровоз NER 1001 Class и Consett A Class A No.5.

## Грэй и Джой

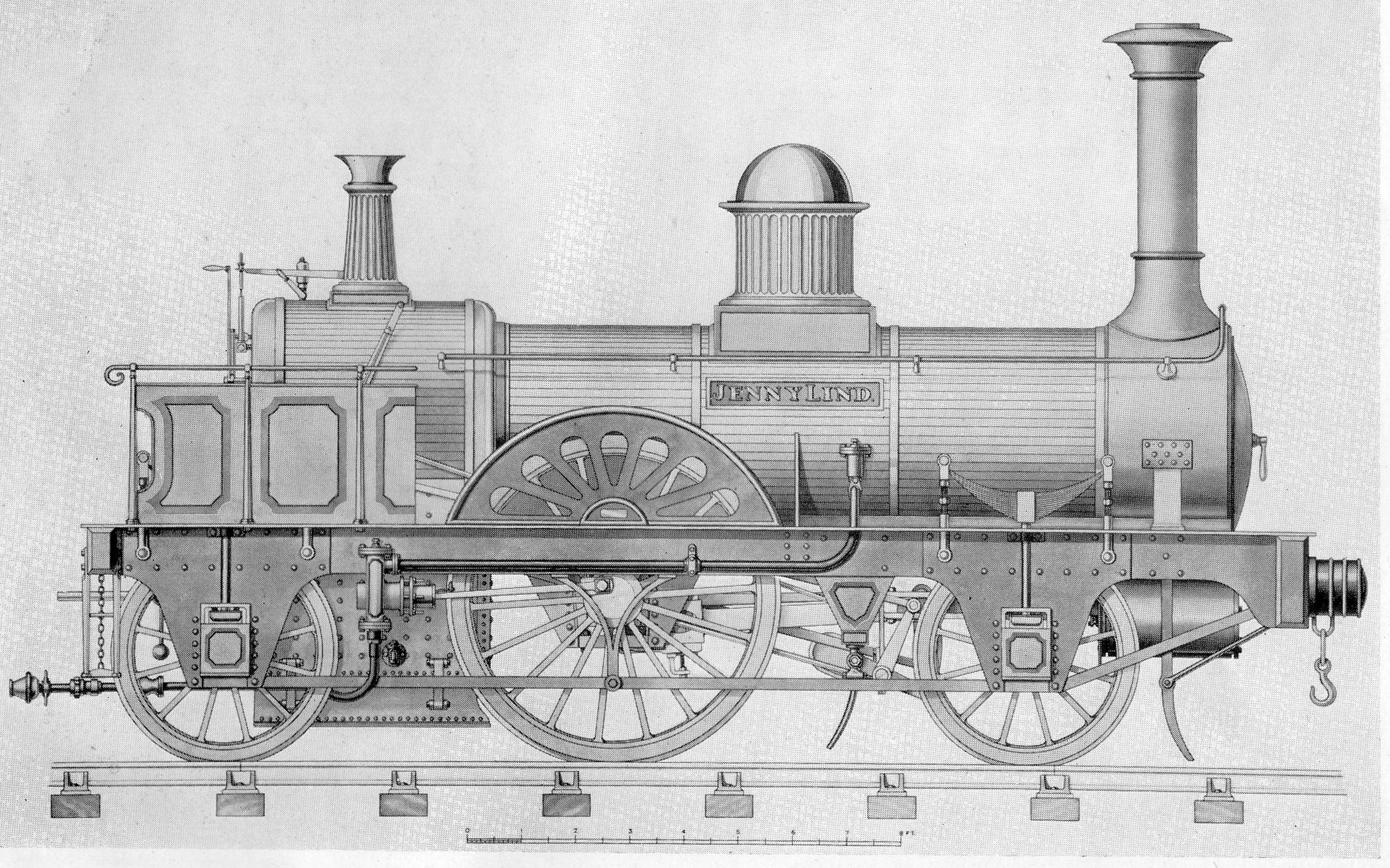
Дженни Линд

Совершенно противоположный взгляд на вещи исповедовал инженер-паровозостроитель Джон Грэй, проектировавший локомотивы для железной дороги Лондона и Брайтона. Паровозами Грэя вдохновлялся Дэвид Джой, создатель паровоза Дженни Линд, который компенсировал короткий котёл повышенным давлением около 120 фунтов на кв. дюйм (0,83 МПа).

## Крэмптон

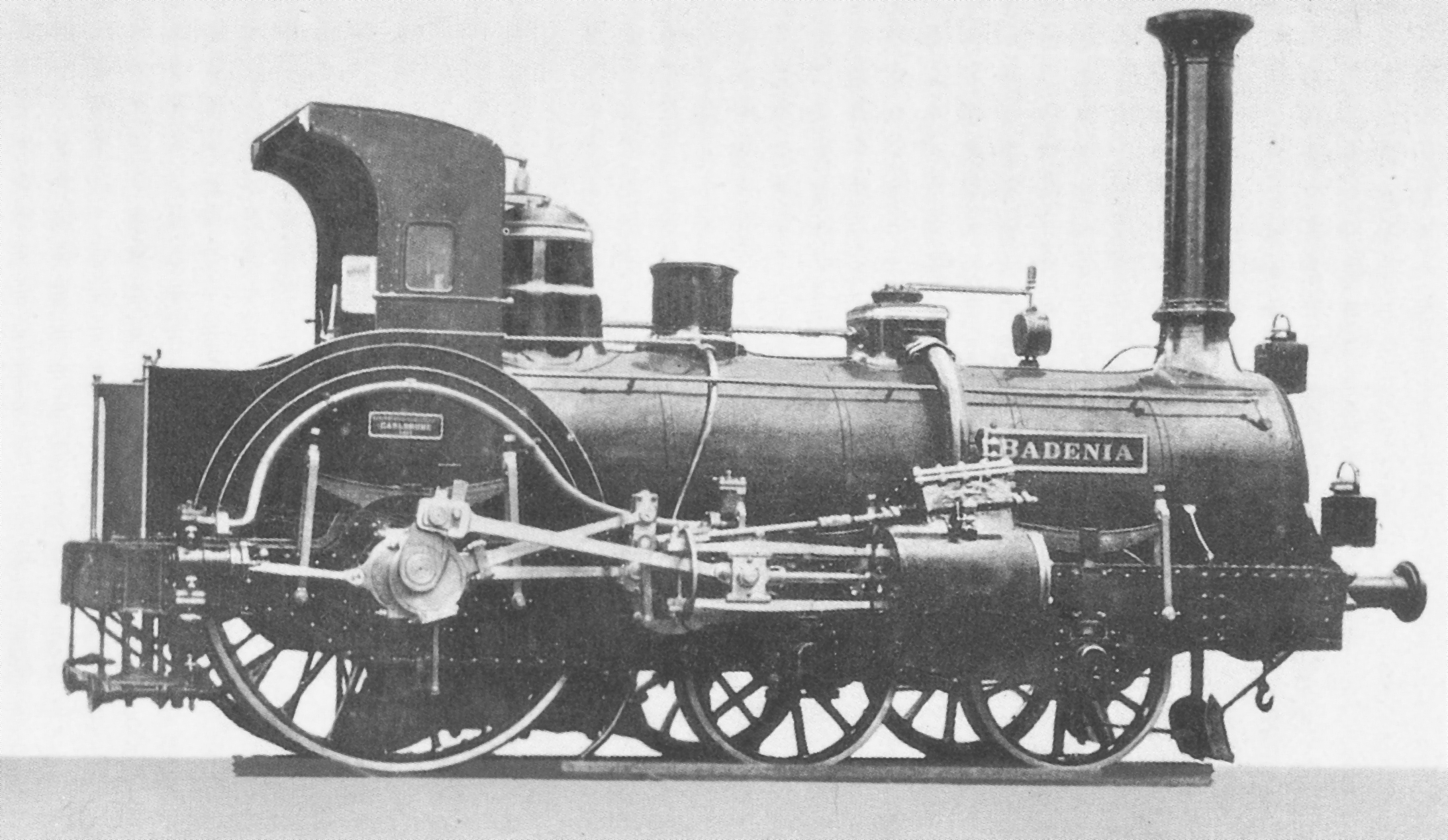
Немецкий паровоз Крэмптона Badische IX

В противоположность Грэю и Джою, Томас Рассел Крэмптон довёл идею длинного котла до пределов в своих скоростных паровозах с большими движущими колёсами, помещёнными позади топки.